# Bergfink
Bergfink (Fringilla montifringilla) är en fågel som tillhör familjen finkar, och är nära besläktad med bofinken. Bergfinken har en nordlig utbredning och häckar över hela tajgaområdet, från Norge i väster till Kamtjatka i öster. Dess huvudsakliga övervintringsområde ligger i Väst- och Mellaneuropa och i södra och mellersta Asien. 

## Utseende och läte

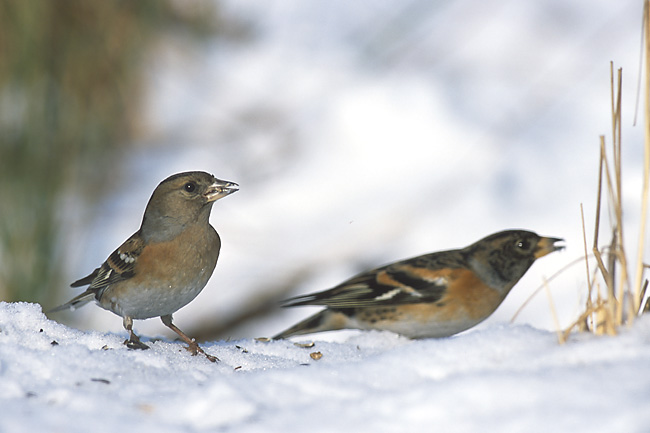
Adulta bergfinkar i vinterdräkt. Hona till vänster och hane till höger.

Bergfinken liknar bofinken men skiljer sig från den i alla dräkter genom sin vita övergump och att den i olika grad har ett orangefärgat bröst. Den mäter 14–16 centimeter och väger 17–30 gram.
Den adulta hanen har på sommaren en kontrastrik teckning med glänsande blåsvart huvud, nacke och mantel. Strupen, bröstet och mindre vingtäckarna är ofläckat roströda medan buken är vit, ofta med cirkelformade mörka fläckar på kroppssidan. 
Den adulta honans huvud och nacke är grått och brunt med två svagt svarta längsgående ränder på hjässan. Strupe och bröst är orangebeige, manteln varmbrun och mindre täckarna rostbruna. Buken är vitbeige med mörkfläckad beigeorange kroppssida.
Bergfinkens dräkt kan på vintern och våren vara ganska variabel eftersom den nöter bort brämen på vissa dräktpartier, exempelvis på huvudet och manteln, vilket får häckningsdräkten att framträda gradvis och olika fåglar har nått olika långt i denna process. På vintern är den konformiga näbben halmgul med svart spets hos båda könen medan adult hane i sommardräkt har svart näbb.
Dess sång är ganska monoton och ödslig, och påminner om en sekundlång rak surrande summerton. Ornitologen Erik Rosenberg jämförde den med en liten cirkelsåg i fjärran. Dess ljudliga lockläte är karaktäristiskt och har en nasalt kväkande karaktär.
Under vår- och höststräcket kan man se stora flockar med bergfinkar som rör sig på ett märkligt rullande sätt över stubbåkrar och fält. Rosenberg kallade det här för "bergfinkstraktorn", beroende på att sista ledet då och då flyger upp och tar täten.

## Utbredning och systematik

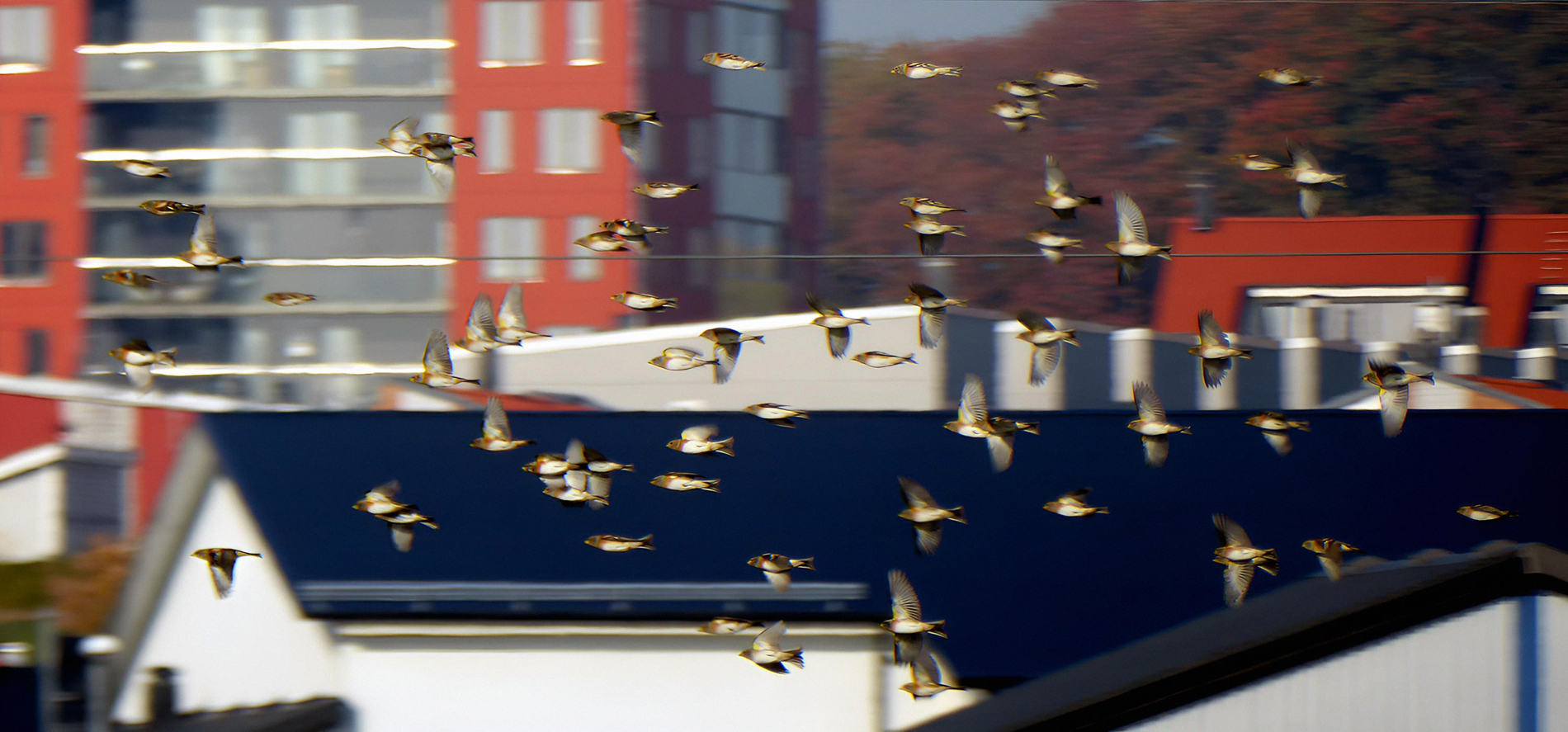
En flock sträckande bergfinkar.

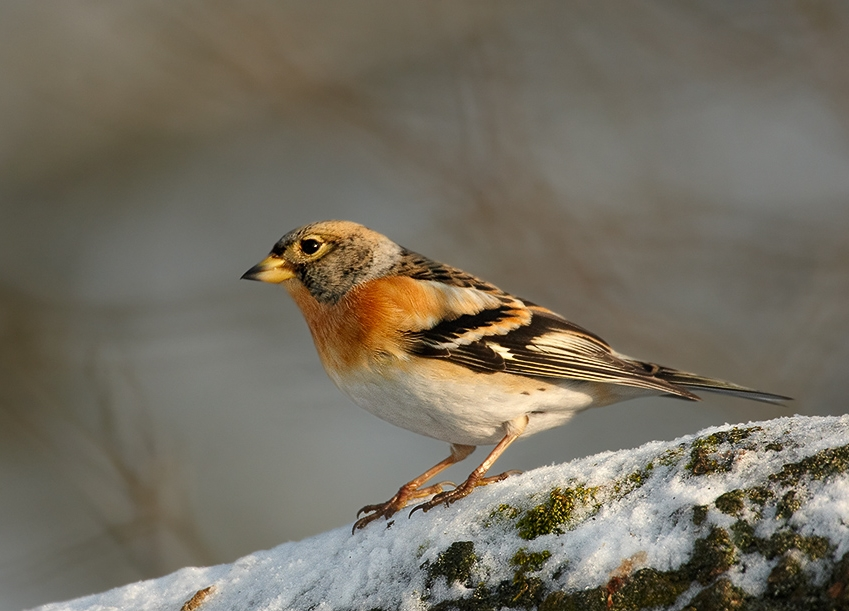
Adult hane i vinterdräkt. Notera de ljusa brämen på huvudet som ännu döljer det svarta fjäderbaserna.

Bergfinken beskrevs vetenskapligt första gången 1758 av Carl von Linné som inkluderade arten i den tionde upplagan av sin Systema Naturae under sitt nuvarande vetenskapliga namn, Fringilla montifringilla.
Bergfinken är en flyttfågel med ett mycket stort häckningsområde som sträcker sig genom norra Europas och Asiens tajga, från Norge i väster till Kamtjatka i östra Ryssland. Den övervintrar främst i Europa, från södra Sverige och ibland södra Norge och söderut, i stora delar av Storbritannien, i nordvästra Afrika, i Mellanöstern och vidare i södra och mellersta Asien, inklusive norra Sydostasien och Japan. Den observeras sällsynt i Alaska och Nordamerika, från öst till väst. Bergfinken är monotypisk och delas inte upp i underarter. Den är en utpräglad flyttfågel men det förekommer ett litet antal i Skandinavien som är stannfåglar eller lever som strykfåglar vintertid.

### Förekomst i Sverige
Bergfinken har en nordlig häckningsutbredning i Sverige, främst i Norrlands skogs- och fjälltrakter. Artens häckningsområde i Sverige sträcker sig ungefär till den biologiska Norrlandsgränsen, ungefär i Dalarna, men mindre antal häckar även ned till Stockholmstrakten, och enstaka sällsynt även längre söderut. Det svenska beståndet varierar kraftigt men uppskattas till ca 2 miljoner par. Bergfinken övervintrar normal främst i Centraleuropa, men om tillgången på mat är god kan även stora mängder övervintra i Sverige. Under vintern är den en relativt vanlig gäst vid fågelmatningar, men de stora mängderna finns i södra Sveriges bokskogar. Under bokollonår kan flera miljoner övervintra i landet, och de kan då ses i flockar om miljoner 

## Ekologi

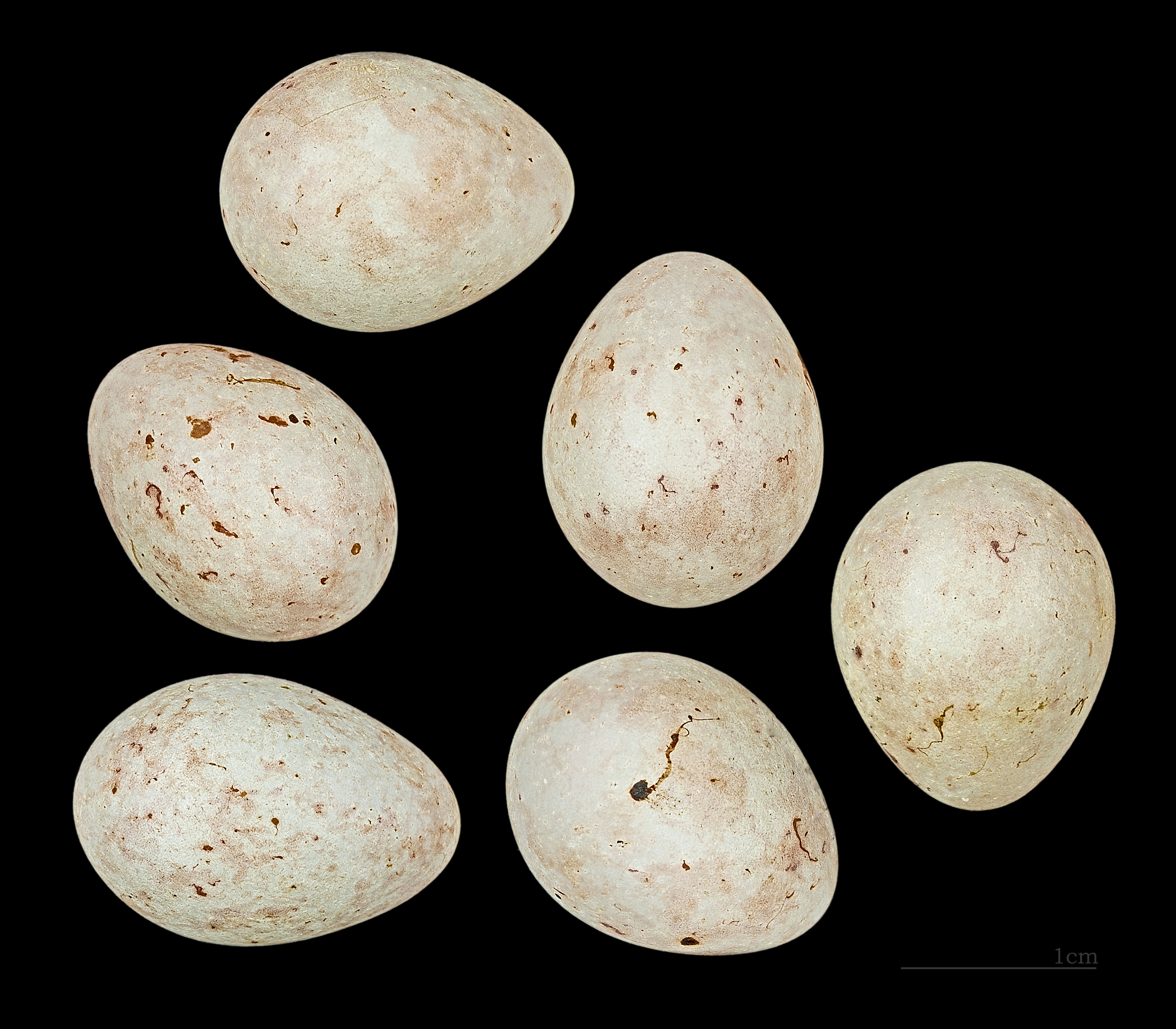
Ägg av bergfink.

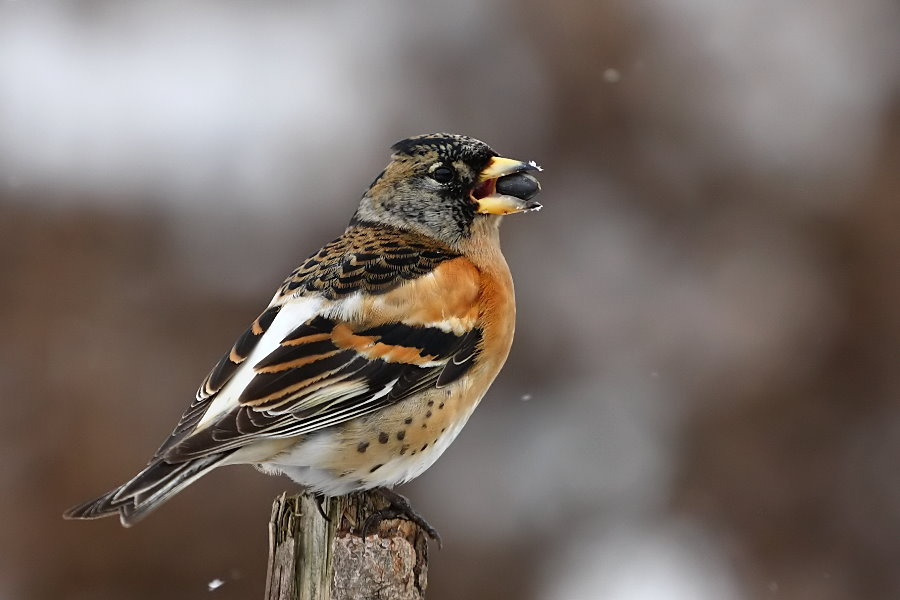
Bergfinken lever främst av frön och bär.

Dess levnadssätt är likt bofinkens och de uppträder också ofta tillsammans, och kan därför konkurrera med varandra.

### Biotop
Bergfinken häckar i barrskog, björkskog och i blandskog med barr- och lövträd. I nordligaste delen av häckningsområdet, vid tundran häckar den i dvärgbjörk och videsnår. I de sydligaste häckningsområdena förekommer det att den häckar i fuktig alskog. Utanför häckningstid förekommer den främst i lövträdsområden, alltifrån tät skog till små skogsdungar och trädridåer, i synnerhet de som innehåller bok eller avenbok, men även i kanter av öppna åkrar, på stubbåkrar och i trädgårdar.

### Häckning
Den häckar från maj till början av augusti. Boet byggs av gräs, mossa och bark och fodras med fjäder eller hår och placeras i en trädklyka, i ett löv eller barrträd, oftast på 1,5–5 meters höjd. Den lägger normalt fem till sju ägg som är 20 millimeter stora, grön- eller brunaktiga med mörkare fläckar, som liknar bofinkens. Äggen ruvas i elva till tolv dagar av honan. Ungarna stannar därefter i boet i tolv till 13 dagar. Bergfinken blir könsmogen efter ett år och kan bli upp till 15 år gammal.

### Föda
Den lever främst av frön och bär men ungarna matas med insekter, speciellt fjärilslarver. I sina vinterkvarter är den specialiserad på bokollon. När det inte finns bokollon äter den främst vårrapsfrön på stubbåkrar.

## Bergfinken och människan

### Status och hot
Arten har ett stort utbredningsområde och en stor population, men tros minska i antal, dock inte tillräckligt kraftigt för att den ska betraktas som hotad. IUCN kategoriserar därför arten som livskraftig (LC). Världspopulationen uppskattas till mellan 35 och 65 miljoner könsmogna individer.

### Namn
Dess vetenskapliga artepitet montifringilla refererar till latinets mons, montis, som betyder "berg" och fringilla som betyder "fink".
I södra Lappland och i Västerbotten har den kallats för gäddfräsen eftersom dess ankomst om våren sammanföll med gäddans lek och man visste då att det var dags att lägga ut fångstredskapen. I östra Jämtland har den utöver gäddfräs även kallats gäddsparv medan den i norra Jämtland istället kallades härsparv eftersom dess ankomst om våren där istället sammanföll med harens lek. Efterledet fräs refererar precis som många andra folkliga namn på bergfinken, som qväkaren, eller norrkvint, knorrkvint och frässparv i Västerbotten, retjarn i Lappland, tvinken i Vilhelmina, vrinfågel i Älvdalen och Dalarna, och vrenfågel i Dalarna till dess karaktäristiska nasala, lite surrande summertonsaktiga sång. Namn som getare, som den kallades i trakten kring Umeå enligt Olof Rudbeck d.y. 1695, bräkfågel i Västerbotten, och bräksparv i Västerbotten och södra Lappland refererar istället på dess bräkande lockläte. I norra Ångermanland har den kallats gresjspärn, i Härjedalen kallades den sölspärn, på samiska för vintan eller fento och i Göteborg för rostbofink.

### Folktro
Eftersom bergfinken anlände norra Sverige samtidigt som gäddan började leka så har den i överförd bemärkelse även setts som en garant för att det i närheten av den skulle finnas gäddor. I delar av Västerbotten och Jämtland sa ett talesätt: Här är inte lönt att sätta ut ryssjor, här har inte hörts något gäddfräs. I Vapsten menade samerna istället att man utifrån bergfinkens sång kunde säga var björnen hade sitt tillhåll. Den har även ansetts kunna spå väder. När tvinken skäller, blir det kallväder, sa man i Vilhelmina, skriker grejspärn, blir det oväder sa man i Ångermanland och hör man sölspärn, blir det slaskväder, trodde man i Härjedalen.